# Averell Harriman
William Averell Harriman (New York, 15. studenog 1891. – Yorktown Heights, 26. srpnja 1986.), američki političar.
Bio je član Demokratske stranke, savjetnik predsjednika Roosevelta u indrustrijskim i financijskim pitanjima, šef amerikče delegacije an Moskovskoj konferenciji triju država 1941. godine, te veleposlanik u Moskvi i Londonu. Sudjelovao je na konferencijama u Casablanci, Teheranu i Potsdamu. 
Bio je ministar trgovine, od 1950. posebni pomoćnik predsjednika Trumana za međunarodna pitanja, zatim guverner države New York, posebni veleposlanik predsjednika Kennedyja, pomoćnik državnog tajnika za poslove Dalekog istoka. Sudjelovao je pri Moskovskom sporazumu o zabrani nuklearnih pokusa 1963. godine, te bio vođa američkog izaslanstva na mirovnim razgovorima sa Sjevernim Vijetnamom u Parizu 1968/69. godine.

## Djela
- "Mir s Rusijom?",
- "Specijalni poslanik".